# 佩林 (密蘇里州)
佩林（英語：Perrin）是位於美國密蘇里州克林頓縣的非建制地區。

## 歷史
佩林的郵局於1873年設立，其後於1953年停運。

## 地理
佩林所處的海拔為高於海平面315米（即1034英呎），而該地所採用的時區為UTC-6，即北美中部時區（CST）。同時該地設有夏令時間，為UTC-6調快一小時，即UTC-5（CDT）。